# Stéphane Dumas
Stéphane Louis André Dumas (Sanary-sur-Mer, 14 settembre 1978) è un ex cestista e allenatore di pallacanestro francese.

## Palmarès

### Giocatore
- Campionato francese: 1

CSP Limoges: 1999-2000
- Coppa di Francia: 1

CSP Limoges: 2000
- Copa Príncipe de Asturias: 1

León: 2007
- Coppa Korać: 1

CSP Limoges: 1999-2000